# Ernst Urban (Apotheker)

Titelseiten der Apothekengesetze im Vergleich: Fünfte und sechste Auflage (1913 und 1927)

Ernst Urban (* 19. April 1874 in Breslau; † 23. April 1958 in Berlin) war ein deutscher Apotheker sowie langjähriger Redakteur, ab 1917 – dem Todeszeitpunkt seines Vorgängers Hermann Böttger (1843–1917) – Chefredakteur der Pharmazeutischen Zeitung. 

## Leben
Er legte 1899 in Breslau das pharmazeutische Staatsexamen ab, trat 1900 in die Redaktion der Pharmazeutischen Zeitung ein, und wurde dort später Chefredakteur. Ende Juni 1933 wurde der politisch nicht opportune Fachmann von dieser Position entfernt, 1947 bis Ende 1955 jedoch wieder dort eingesetzt. Um 1937 war er in Berlin tätig und wurde als korrespondierendes Mitglied der Gesellschaft für Geschichte der Pharmazie geführt.
Er veröffentlichte zahlreiche Fachbücher zur Pharmazie. Mit seiner Kommentierung zum Apothekengesetz hat er einen Standard gesetzt, der noch heute in ähnlicher Weise angewendet wird.

## Schriften
- Die gesetzlichen Bestimmungen über die Ankündigung von Geheimmitteln, Arzneimitteln und Heilmethoden im Deutschen Reiche einschließlich der Vorschriften über den Verkehr mit Geheimmitteln : zum Gebrauche für Behörden, Apotheker, Fabrikanten und die Presse. Springer, Berlin 1904 (Digitalisat)
- Die neuen Reichssteuergesetze. Verlag Julius Springer, Berlin 1920.
- Die gesetzlichen Bestimmungen über Arzneimittelankündigung und Geheimmittelverkehr. Verlag Julius Springer, Berlin 1925.
- Probleme der Arzneimittelgesetzgebung. Verlag Julius Springer, Berlin 1927.
- Pharmazeutischer Kalender. Die Beschränkungen der Arzneiabgabe in Apotheken ab 1. Januar 1927. Verlag Julius Springer, Berlin 1926.
- Die Preußischen Apothekengesetze. 6. Auflage. Verlag Julius Springer, Berlin 1927.
- Betriebsvorschriften für Drogen- und Gifthandlungen in Preußen. Verlag Julius Springer, Berlin 1913.
- Mein Lebenslauf. In: Pharmazeutische Zeitung. Band 103, 1958, S. 428.